# 奧克芒鄉村俱樂部

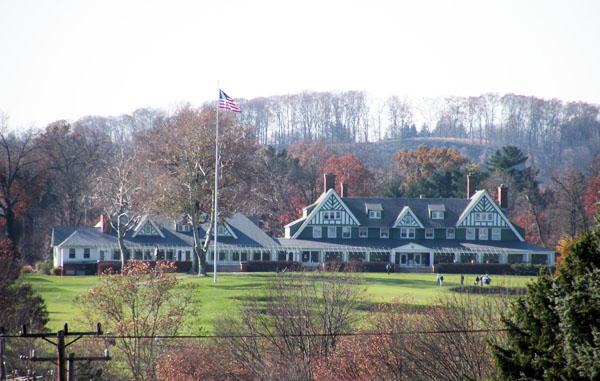
奧克芒鄉村俱樂部

奧克芒鄉村俱樂部（Oakmont Country Club）是美國東部的一座高爾夫球場，位於賓西法尼亞州西部匹茲堡郊區的奧克芒。這座球場創建於1903年，並在1987年被列入美國國家歷史名勝。這座球場一直被《高爾夫文摘》評選為美國百佳高爾夫球場之一。 2007年，奧克蒙特球場排名第五。它是該雜誌歷史上少數幾個每年都躋身前十名的球場之一。在「50個最難打的球場」評選中，奧克蒙特球場也位列第五，而GolfLink.com則將其綜合排名第三。其長草區青草的長度比一般球場長很多，球員需要採取幾乎打沙坑的打法，才可以將小白球打回球道。奧克蒙特最著名的障礙區之一是教堂長椅沙坑，位於第三洞和第四洞。沙坑尺寸約100 x 40碼（91 x 37公尺），擁有13條覆蓋著草皮的橫脊，形狀類似教堂長椅。就算是頂級的職業球員都只有極少數能夠以低於標準桿完成比賽。以2025年美國公開賽為例，冠軍J‧J‧史波恩以低於標準桿一桿的總成績完成四場18洞的比賽，亞軍的羅伯特·麥金太爾的成績已經要數到高於標準桿一桿。
另外，該球場被賓州收費公路一分為二。它是76號州際公路的一部分，建於1940年。在球場建立之初，該處其實已有一條鐵路橫過。球員從西側開始打第一洞，穿過人行天橋到東側打第二洞至第八洞，然後回到西側打剩下的洞，是為該球場特色之一。

## 外部連結
- 官方网站
- USGA's series on "America's Toughest Course Part I"
- U.S. Open video of all eight tournaments at Oakmont
- U.S. Open.com –  2007 U.S. Open Fact Sheet
- 2007 U.S. Open – course statistics – all rounds
- Oakmont Guide at GolfClubAtlas.com
- GCSAA.org – superintendents' fact sheet – 2007 U.S. Open
- Description of Oakmont's clubhouse[]

40°31′34″N 79°49′35″W / 40.5261°N 79.8264°W